# حمزة إكمان
حمزة إكمان (مواليد 2 نوفمبر 2002) هو لاعب كرة قدم مغربي، يلعب كمهاجم مع نادي رينجرز في الدوري الإسكتلندي الممتاز، والمنتخب المغربي.

## مسيرته الكروية
ولد حمزة إكمان في تمارة بالمغرب وانضم إلى مركز تدريب نادي الجيش الملكي في سن مبكرة.

في 23 يونيو 2023، في اليوم الأخير من البطولة ، فاز مع نادي الجيش الملكي بالبطولة المغربية بعد فوزه (3-2) على نادي اتحاد طنجة في ملعبه، متفوقا على الوداد الرياضي الذي حل في المركز الثاني بفارق نقطة واحدة.

## الإنجازات
الجيش الملكي
- الدوري المغربي : 2022–23

### المنتخب
المغرب
- كأس الأمم الإفريقية تحت 23 :
  -  البطل : 2023

## وصلات خارجية
- حمزة إكمان على موقع قاعدة بيانات كرة القدم.إي يو (الإنجليزية)
- حمزة إكمان على موقع ليكيب (الفرنسية)
- حمزة إكمان على موقع Soccerway.com (الإنجليزية)
- حمزة إكمان على موقع عالم كرة القدم.نت (الإنجليزية)